# Кравцове (озеро)
Кравцове (Кравцове озеро) — реліктове озеро на території муніципального утворення міста Ставрополя Ставропольського краю. Належить до Донського басейнового округу і річкового басейну Дону (російська частина басейну); річковий підбасейн — Дон нижче впадіння Сіверського Дінця; водогосподарська ділянка — Єгорлик від витоку до Сенгілеєвського гідровузла. Є головним об'єктом гідрологічного заказника регіонального значення «Кравцове озеро».

## Топоніміка
Станом на 2016 рік відсутнє точне пояснення походження назви озера. За однією версією, воно пов'язане з прізвищем колишнього власника цієї території — Кравцова. Згідно з іншою — озеро могли назвати на честь геодезиста В. С. Кравцева, який проводив тут вишукувальні роботи в 40-х роках ХХ століття.

## Географія
Озеро Кравцове розташоване у межиріччі річок Єгорлик і Калаус, на висоті 554 м над рівнем моря, і лежить на верхньому уступі південного схилу річки Грушевої за 500 м на південь від хутора Грушевий і за 9 км на північний захід від міста Ставрополя.
Озеро заповнює довгасто-овальну улоговину завдовжки 1,5 км та завширшки 500—600 м. Площа водойми становить 0,75 км, площа водозбору — 6 км, завглибшки не більш як 2,5 м. До джерел його живлення належать атмосферні опади і ґрунтові води.

## Геологія та гідрологія
Озеро Кравцове — один із найдавніших водних об'єктів на території Ставропольського краю, що сформувався ще в льодовиковий період. Його геологічне походження станом на 2016 рік незрозуміле. Існує думка, що озеро могло бути одним із залишків стародавньої річки Косякинської (імовірно, найпершої річки на Ставропіллі). На це побічно вказує форма північної частини улоговини, що нагадує річковий закрут.
У науковій літературі Кравцове описують як «озеро-болото» — через властивості періодично (особливо під час посухи) міліти і заболочуватися, піддаючись процесу евтрофікації, а потім, після рясного випадання опадів, знову розливатися по улоговині, значно збільшивши свою площу.
На дні водойми наявні торф'яні відкладення, вік яких становить приблизно 10 тис. років. Попри те, що озеру не судилося стати торф'яним родовищем сільськогосподарського або промислового значення, запаси торфу в ньому становлять науковий інтерес, оскільки вивчення складу викопних спор і пилку в торф'яних пластах дозволяє визначити, яка рослинність оточувала озеро-болото в різні періоди.
Наявність торф'яних відкладень сприяла формуванню на поверхні водойми так званого «плавучого острова». Він являє собою масив торфу, покритий рослинністю і скріплений донними водоростями, які є своєрідним якорем «острова», що дрейфує. 2014 року сильними поривами вітру торф'яний «острів» прибило до одного з берегів водойми, де він розпався на чотири невеликі фрагменти.

## Історія вивчення
Перші зображення озера Кравцове показані на «Геометричному частковому плані казенного дикорослого званого Темного лісу…» і «Генеральному плані Астраханської губернії Кавказької лінії…», складених на початку XIX століття під час вивчення навколишніх лісів Ставрополя. Тоді ж озеро стало об'єктом геологорозвідувальних робіт, поштовхом до яких стало відкриття покладів торфу на його дні. Одну з ранніх згадок про Кравцове озеро як джерело цієї корисної копалини можна знайти в «Історико-археологічному путівнику по місту Ставрополю і його околицях» ставропольського краєзнавця Григорія Прозрітєлєва, який стверджував, що місцевість озер Кравцове і Сенгілеєвське становить значний інтерес з геологічної та ботанічної точок зору.
Безпосереднє вивчення флори берегів і улоговини озера Кравцове започаткував у другій половині XIX століття ботанік А. П. Норман, який займався збором, гербаризацією і описом наземних рослин в околицях Ставрополя.
Перші дослідження походження водойми здійснив на початку XX століття вчений М. В. Бржезицький. Він висунув гіпотезу, згідно з якою улоговина озера утворилася кілька мільйонів років тому в процесі формування Ставропольської височини. Крім того, в ході аналізу складу ґрунту водойми, Бржезицький встановив, що через незначну товщину її торфоносного шару проводити торф'яні розробки на озері Кравцове недоцільно.

## Флора

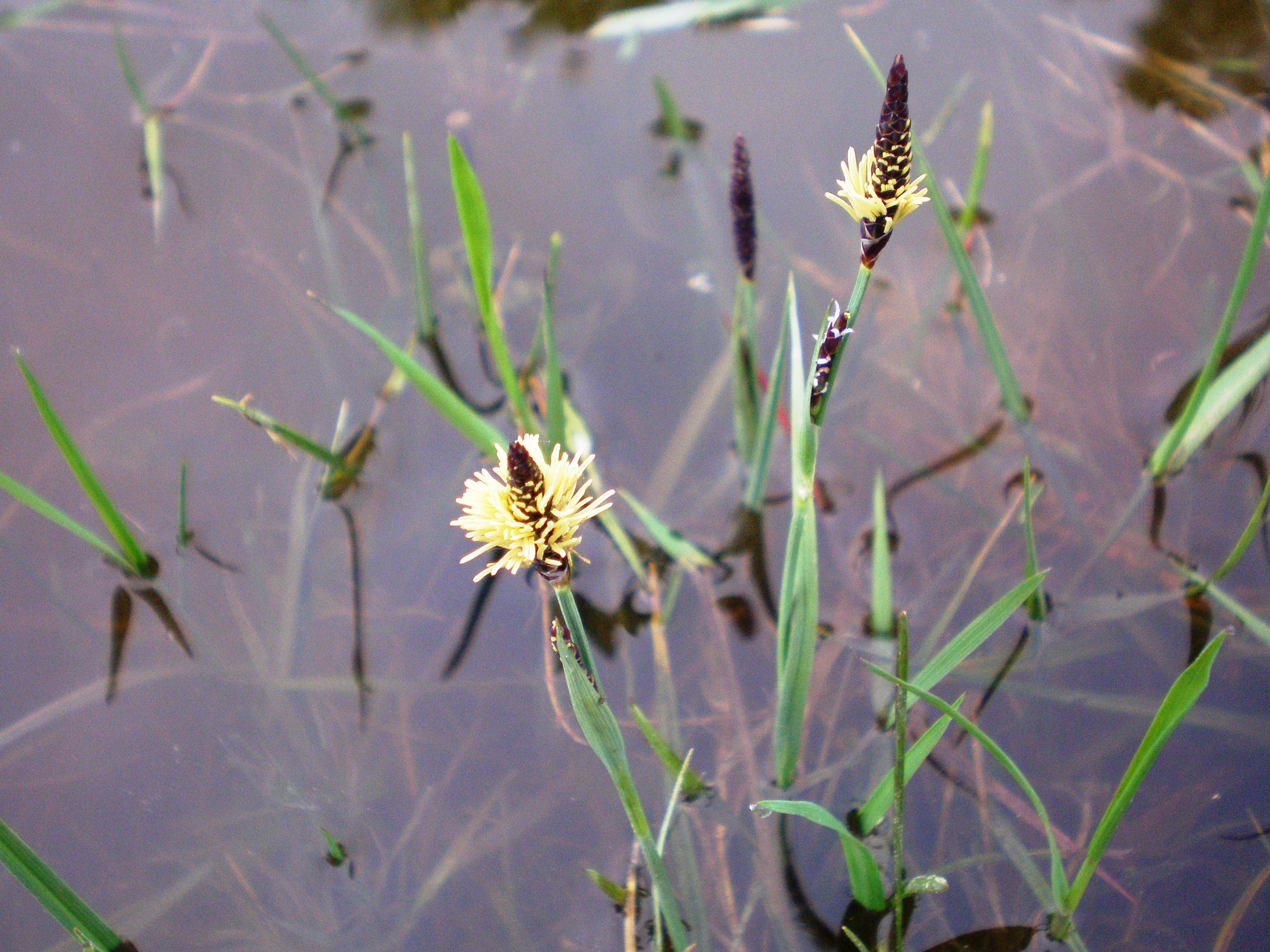
Осока просовидна (лат. Carex panicea)

Рослинний світ озера Кравцове характерний як для відкритих природних водойм, так і для боліт (зокрема, торфових). Багато рослин, що ростуть тут, занесені до Червоної книги Російської Федерації (меч-трава, зозулька іберійська) і Червону книгу Ставропольського краю (осока просовидна, теліптерис болотяний); деякі з них є ендеміками (куничник сіруватий, lythrum thesioides).
- Прибережно-водні рослини: осока просовидна, осока вереснякова, теліптерис болотяний, lythrum thesioides, зозулька іберійська, куничник сіруватий.
- Водні рослини: комиш, очерет, рогіз, меч-трава болотна, пухирник звичайний, tabellaria flocculosa, евноція мала[22].

## Фауна

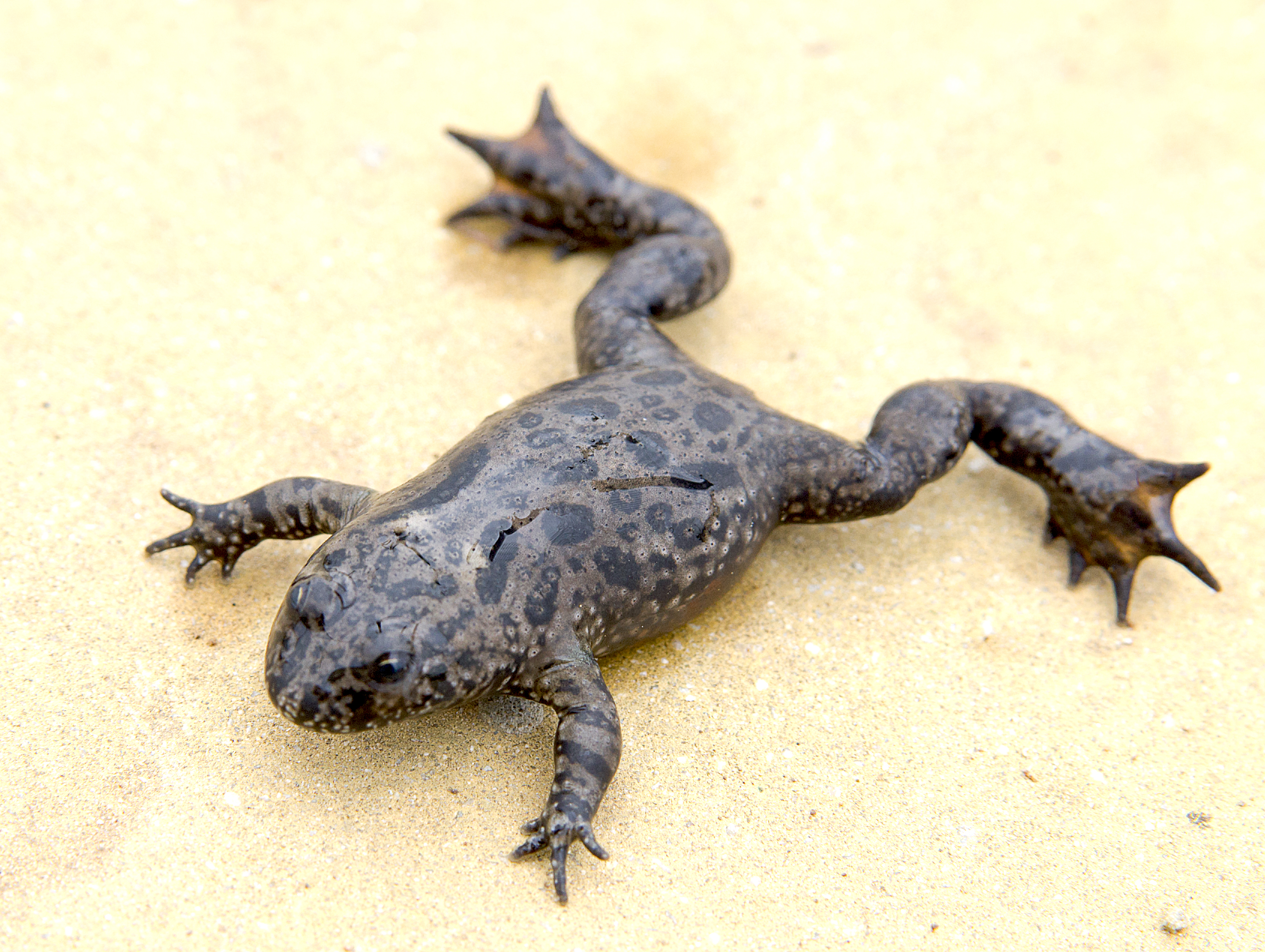
Кумка червоночерева (лат. Bombina bombina)

Озеро є місцем гніздування водно-болотяних птахів та місцем відпочинку перелітних водоплавних птахів. На берегах водойми водяться занесені в Червону книгу ондатра і кріт кавказький. У самому озері мешкають різні види амфібій та рептилій, а в найбільш заболочених місцях водойми зустрічаються раки. Озеро зариблене. У південній частині улоговини дозволено любительське і спортивне рибальство.
- Риби: сазан, срібний карась, окунь, плітка, сом.
- Амфібії та рептилії: водяний вуж, тритони[en], ящірки, болотна черепаха, жаба догонога, жаба озерна, кумка червоночерева.
- Птахи: огар, чепура, нерозень, лунь очеретяний, крижень, мартин.
- Ссавці: ондатра, talpa caucasica[22].

## Екологія та охорона природи

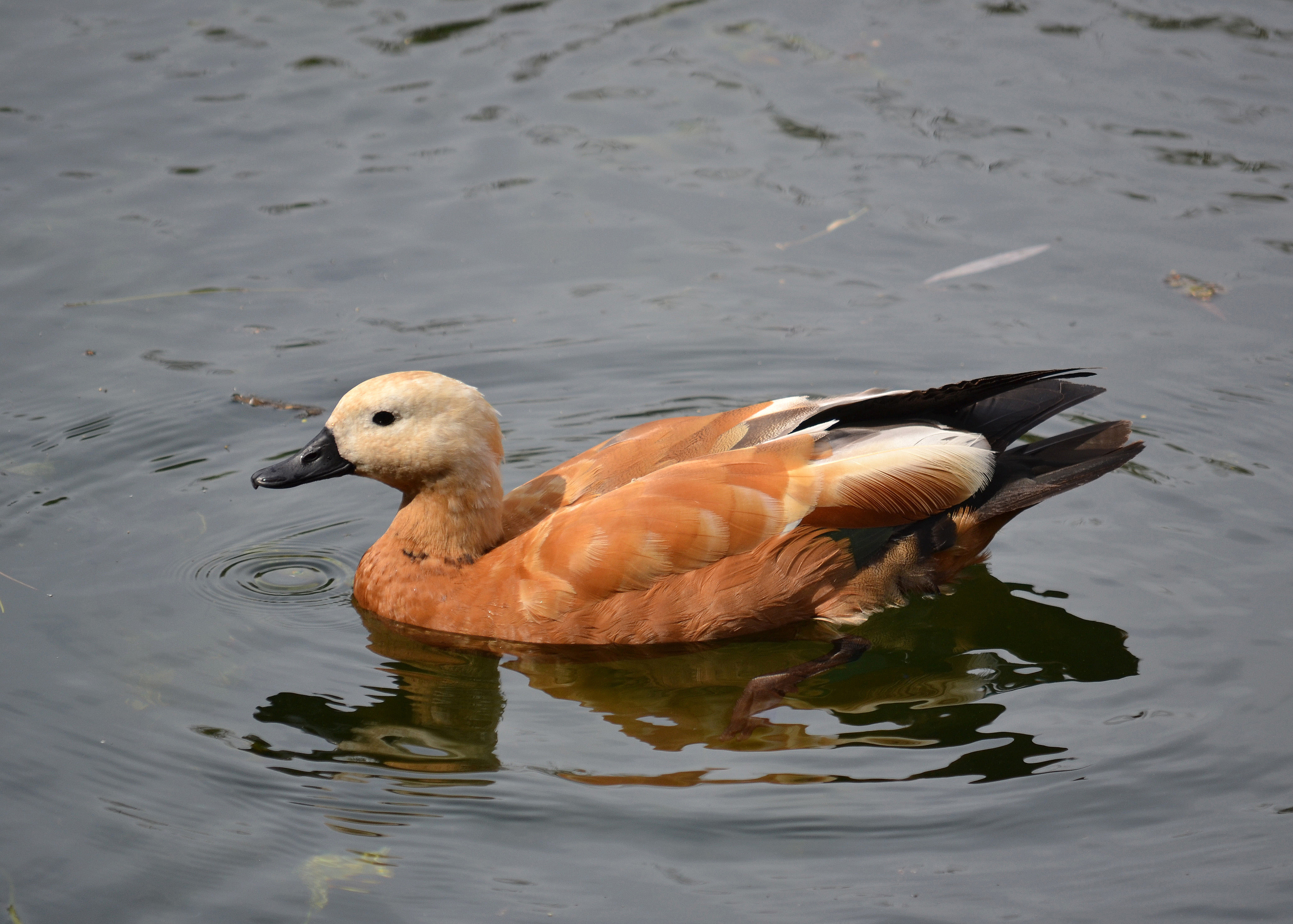
Огар (лат. Tadorna ferruginea)

Озеро Кравцове входить до «Переліку об'єктів, що підлягають регіональному державному нагляду в галузі використання і охорони водних об'єктів на території Ставропольського краю».
1997 року на території муніципального утворення міста Ставрополя створено державний природний заказник крайового значення «Кравцове озеро». Заказник є гідрологічним і створений з метою збереження та відновлення екосистеми озера Кравцове, об'єктів тваринного і рослинного світу, занесених до Червоної книги Російської Федерації та Червоної книги Ставропольського краю, а також об'єктів тваринного і рослинного світу, цінних з господарської, наукової та культурної точок зору. Загальна площа заказника становить близько 170 га, з яких майже 74 га припадає на землі, зайняті водою.
Міністерство природних ресурсів і охорони навколишнього середовища Ставропольського краю забезпечує режим особливої охорони заказника, згідно з яким запроваджено заборони на такі види діяльності як: збір лікарських та інших рослин; проїзд та стоянка транспортних засобів; випалювання травостою; купання у водоймах та інші форми природокористування. Для розвитку рекреації та екологічного туризму на території заказника дозволено здійснювати рекреаційну діяльність у спеціально відведених для цього місцях.

## Галерея

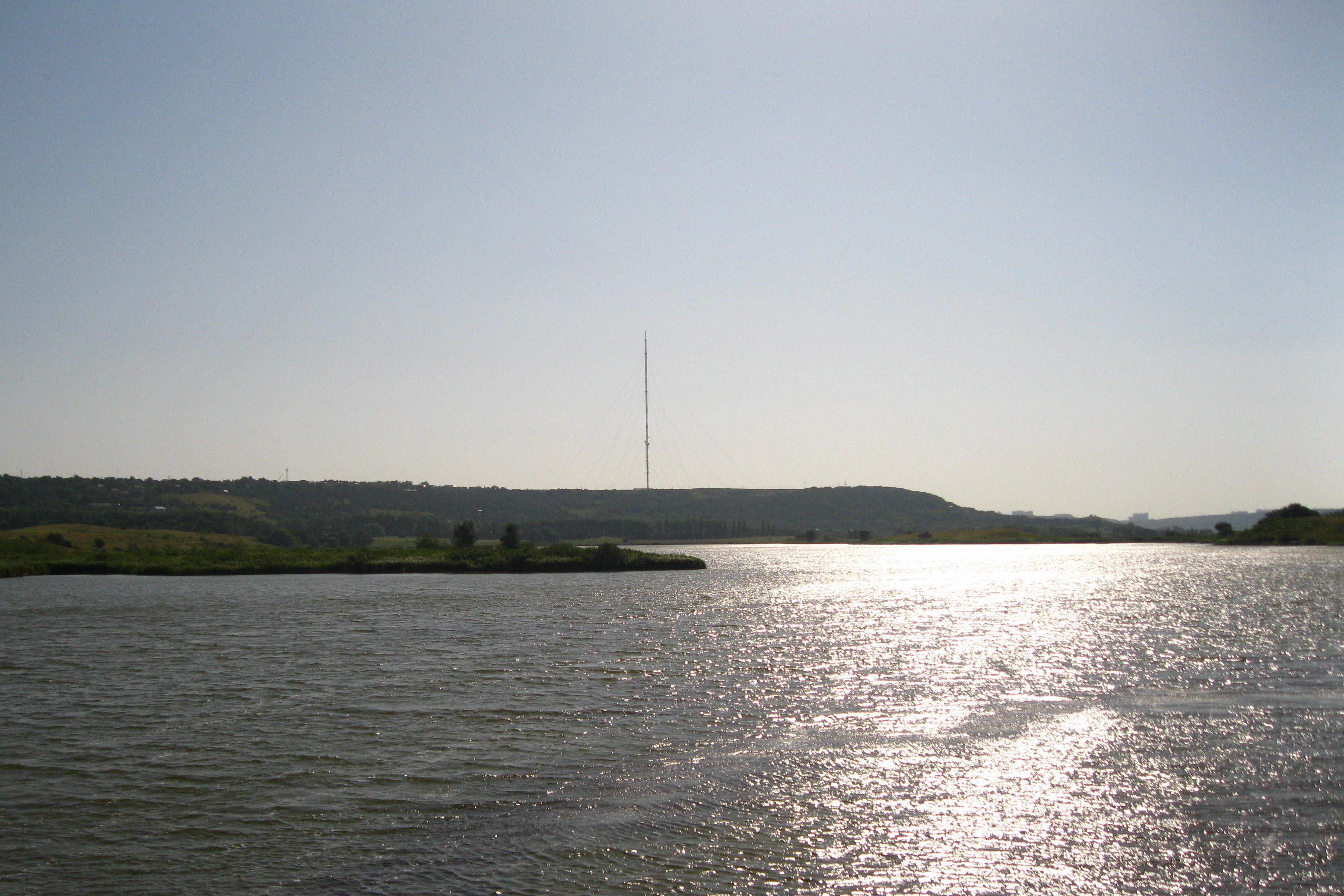
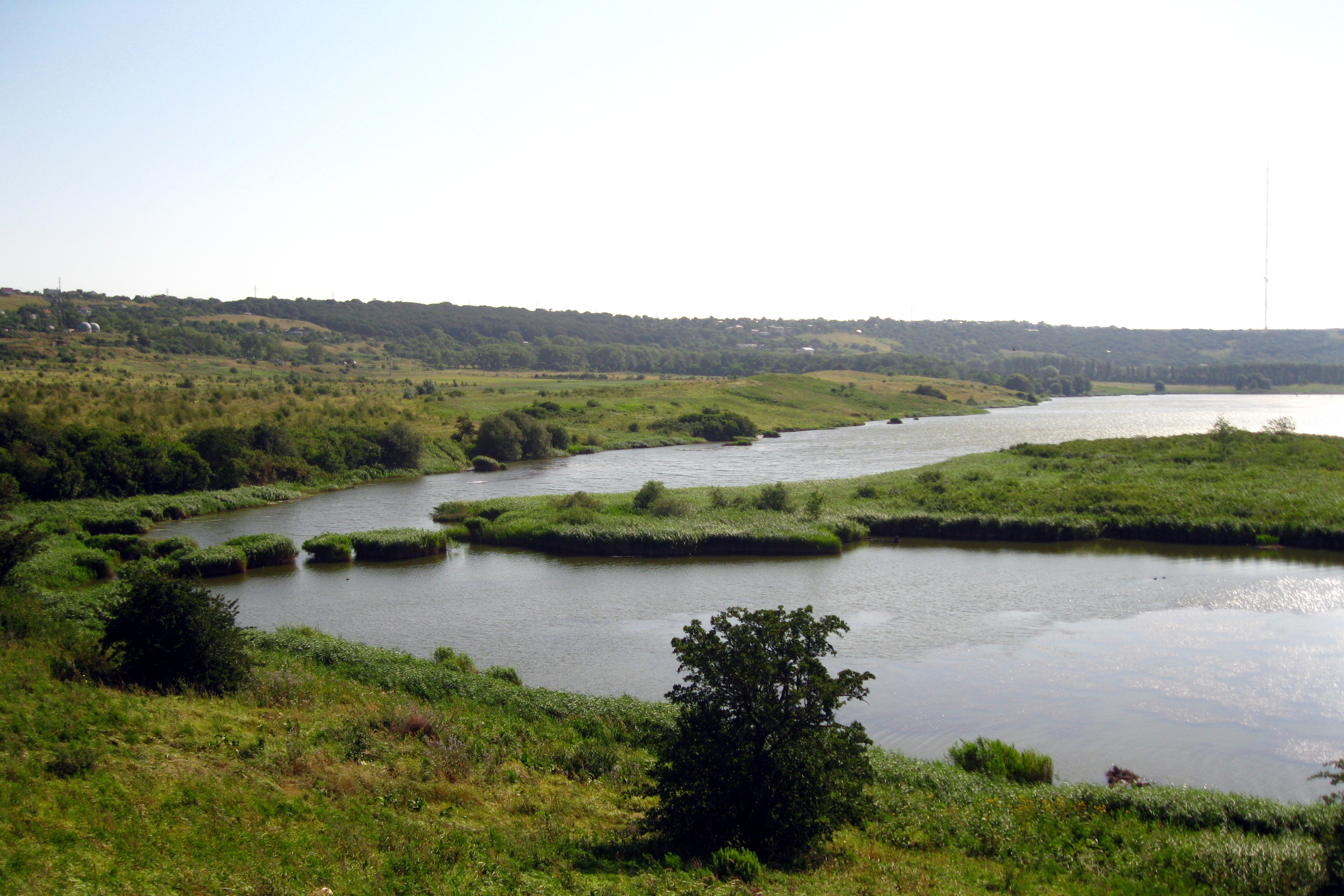
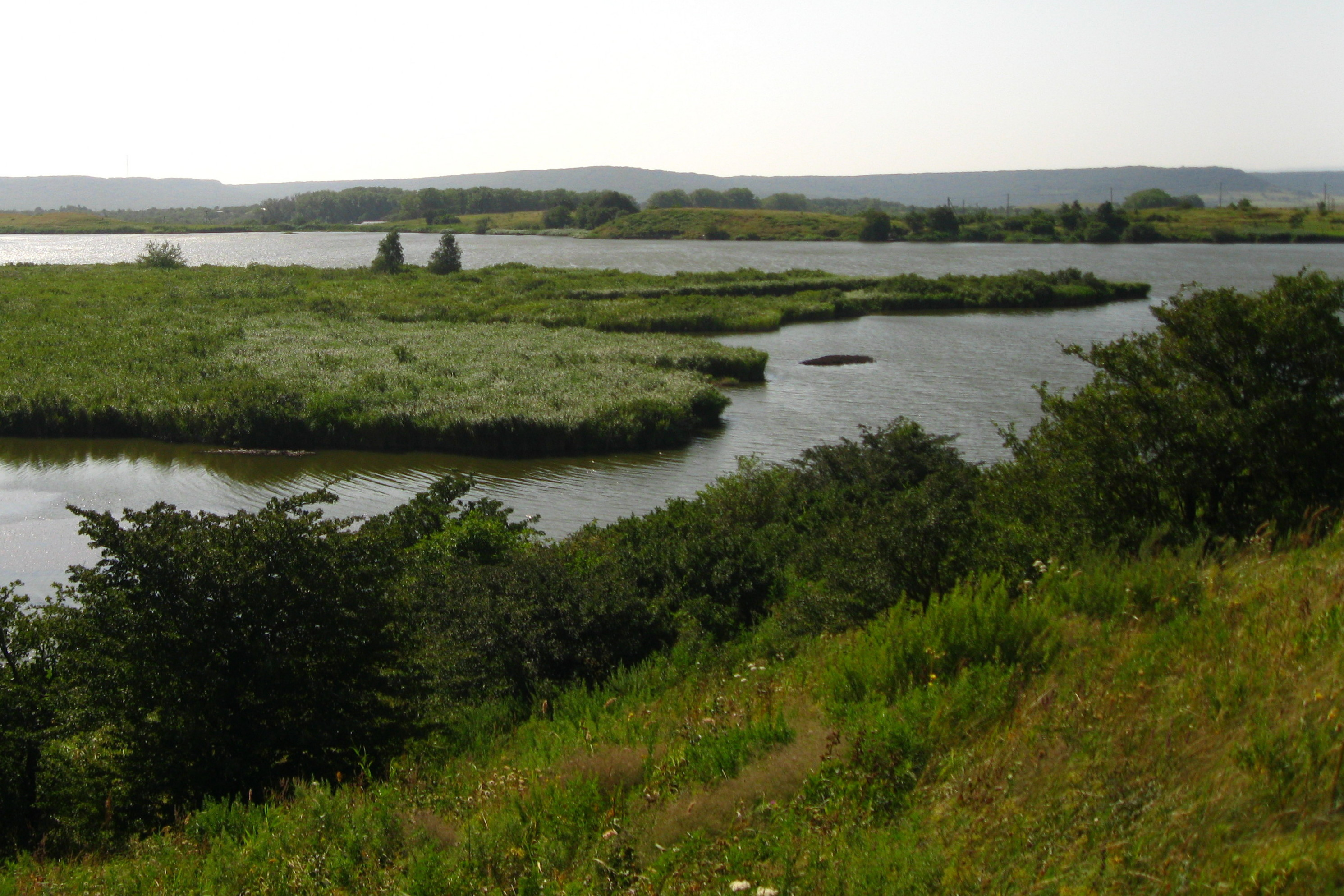
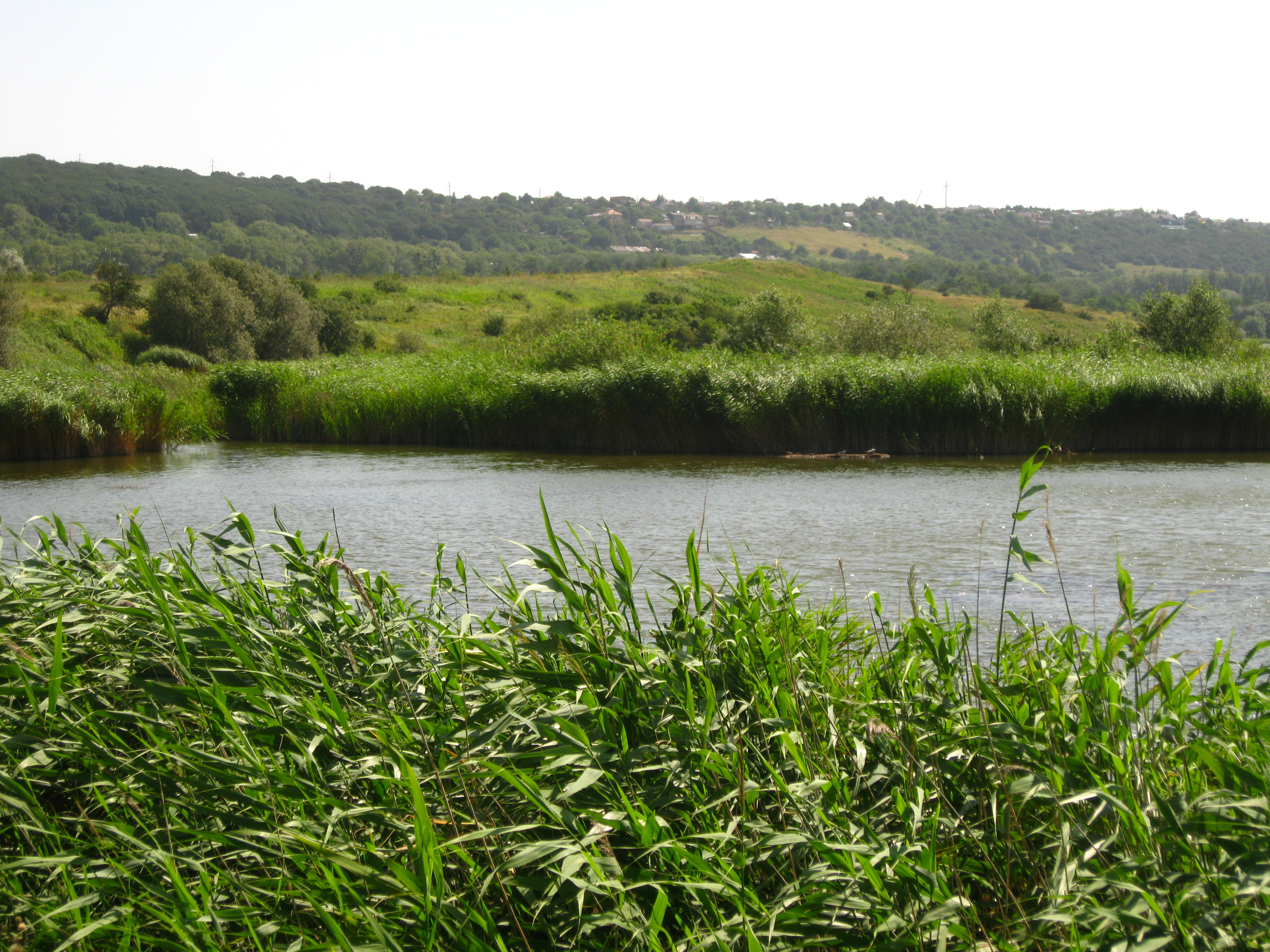